# Harry Potter e la camera dei segreti (film)
Harry Potter e la camera dei segreti (Harry Potter and the Chamber of Secrets) è un film del 2002 diretto da Chris Columbus.
Distribuito dalla Warner Bros., è basato sull'omonimo romanzo di J. K. Rowling, ed è il secondo capitolo cinematografico della saga di Harry Potter, è stato scritto da Steve Kloves e prodotto da David Heyman. Il film vede la partecipazione di Daniel Radcliffe nei panni di Harry Potter, con Rupert Grint e Emma Watson che interpretano rispettivamente i suoi migliori amici, Ron Weasley ed Hermione Granger. La storia segue il secondo anno di Harry alla scuola di magia e stregoneria di Hogwarts, dove l'erede di Salazar Serpeverde apre la camera dei segreti liberando un mostro che pietrifica gli studenti della scuola. Il film costituisce il sequel di Harry Potter e la pietra filosofale (2001).
Le riprese principali sono iniziate nel novembre 2001, solo tre giorni dopo l'uscita del primo film. Le riprese si sono concluse nel luglio 2002 e il film aveva un budget di 100 milioni di dollari. Harry Potter e la camera dei segreti è stato presentato in anteprima a Londra il 3 novembre 2002 ed è stato distribuito nelle sale del Regno Unito e degli Stati Uniti il 15 novembre 2002.
Il film è diventato un successo commerciale e di critica, incassando 879 milioni di dollari in tutto il mondo e diventando il secondo film di maggior incasso del 2002, dietro solo a Il Signore degli Anelli - Le due torri. È stato elogiato per la trama oscura, i set e una storia adatta a un pubblico giovane. Si tratta del film dalla durata più lunga della serie. È stato candidato a molti premi, tra cui il BAFTA alla migliore scenografia, miglior sonoro e ai migliori effetti speciali. È stato seguito da Harry Potter e il prigioniero di Azkaban (2004).

## Trama
Harry Potter sta trascorrendo l'estate dai Dursley, quando riceve una visita da Dobby, un elfo domestico che lo supplica di non tornare a Hogwarts perché è in atto un complotto che potrebbe costargli la vita. Dobby sabota la cena dei Dursley, che rinchiudono Harry in camera per impedirgli di tornare a Hogwarts. In suo aiuto intervengono Ron Weasley e i suoi due fratelli gemelli maggiori, Fred e George, che lo liberano e lo portano a casa loro sull'auto volante del padre (una vecchia Ford Anglia).
A Diagon Alley, Harry e i Weasley vengono raggiunti da Hermione Granger ad un firmacopie di Gilderoy Allock, il nuovo professore di difesa contro le arti oscure. Durante un litigio con Draco Malfoy, Harry nota suo padre, Lucius, infilare un libro nel calderone di Ginny Weasley. Quando una barriera magica impedisce ad Harry e Ron di accedere al binario 9 ¾ della stazione di King's Cross, i due usano la macchina volante per andare ad Hogwarts; dopo essersi scontrati contro il Platano Picchiatore rompendo la bacchetta di Ron, i due ricevono una punizione.
Mentre sconta il castigo, Harry sente delle strane voci e successivamente trova Mrs Purr, la gatta del custode Argus Gazza, pietrificata vicino a una scritta fatta col sangue che recita: "la camera dei segreti è stata aperta, nemici dell'erede temete". La professoressa McGranitt racconta che la leggenda vuole che uno dei fondatori di Hogwarts, Salazar Serpeverde, avesse costruito una camera segreta nel castello contenente un mostro che solo il suo erede può controllare, capace di purificare la scuola degli studenti nati babbani. Harry, Ron ed Hermione, che sospettano che Malfoy sia l'erede, pianificano di interrogarlo mentre sono travestiti usando una proibita pozione polisucco, preparata in un bagno in disuso infestato dal fantasma di Mirtilla Malcontenta.
Durante una partita di Quidditch, Harry si rompe un braccio a causa di un bolide rosso. Dobby gli fa visita in infermeria e gli svela che è stato lui stesso a bloccare l'accesso al binario 9 ¾ e ad incantare il bolide affinché seguisse Harry, in modo da far abbandonare la scuola ad Harry. Inoltre, gli rivela che la camera dei segreti è già stata aperta in passato. Dopo che Harry parla con un serpente, la scuola lo crede l'erede. Travestiti da due amici di Malfoy, Harry e Ron apprendono che lui non è l'erede, ma rivela di aver saputo dal padre che una ragazza nata babbana è morta l'ultima volta che la camera è stata aperta. Harry trova un diario incantato di un ex-studente chiamato Tom Riddle, che aprì la camera accusando Rubeus Hagrid, facendolo espellere. Dopo che il diario viene rubato ed Hermione viene trovata pietrificata, Harry e Ron vanno da Hagrid per saperne di più. Il professor Silente, il Ministro della Magia Cornelius Caramell e Lucius Malfoy arrivano per portare Hagrid ad Azkaban, ma lui dice discretamente ai ragazzi di "seguire i ragni". Nella Foresta proibita, Harry e Ron incontrano il ragno domestico di Hagrid, Aragog, il quale svela l'innocenza di Hagrid e dà un indizio sul mostro della camera.
Una pagina strappata da un libro nella mano di Hermione identifica il mostro della camera come il basilisco, un gigantesco serpente che uccide le persone che hanno con lui un diretto contatto visivo; le vittime pietrificate lo vedono solo indirettamente. Il personale della scuola scopre che Ginny è stata portata nella camera e incaricano Allock per salvarla. Harry e Ron trovano Allock mentre cerca di fuggire, scoprendo che il professore è in realtà un impostore. Dopo aver dedotto che Mirtilla era la ragazza nata babbana uccisa dal basilisco, scoprono l'entrata della camera nel bagno da lei infestato. Una volta dentro, Allock cerca di fermare Harry e Ron usando un incantesimo di memoria, ma siccome ha usato la bacchetta spezzata rubata da Ron, l'incantesimo gli rimbalza contro, cancellando la memoria di Allock e causando una frana che separa Harry da Ron e Allock.
Harry entra da solo nella camera e trova Ginny priva di sensi, sorvegliata da Riddle. Quest'ultimo gli rivela di aver usato il diario per manipolare Ginny e farle riaprire la camera, oltre a svelargli di essere l'erede di Serpeverde e la versione giovane di Voldemort. Dopo aver espresso la sua lealtà a Silente, la fenice Fanny di quest'ultimo arriva insieme al Cappello parlante, causando l'evocazione del basilisco da parte di Riddle. Fanny acceca il basilisco e il Cappello parlante fornisce ad Harry la spada di Godric Grifondoro, con la quale il ragazzo affronta il basilisco. Dopo il combattimento, Harry uccide il serpente ma viene avvelenato da una delle sue zanne.
Nonostante le ferite, Harry pugnala il diario con una zanna del basilisco, distruggendo Riddle e resuscitando Ginny. Le lacrime di Fanny curano Harry, che ritorna ad Hogwarts con i suoi amici ed un perplesso Allock, guadagnando la stima di Silente e il rilascio di Hagrid. Harry accusa Lucius, il padrone di Dobby, di aver messo il diario nel calderone di Ginny, e lo inganna per fargli liberare l'elfo. Le vittime del basilisco vengono curate, Hermione si riunisce con Harry e Ron ed Hagrid viene rilasciato da Azkaban.

## Personaggi
- Harry Potter, interpretato da Daniel Radcliffe: è il protagonista della saga.
- Ron Weasley, interpretato da Rupert Grint: è l'amico di Harry Potter e coprotagonista della saga.
- Hermione Granger, interpretata da Emma Watson: è l'amica di Harry Potter e coprotagonista della saga.
- Draco Malfoy, interpretato da Tom Felton: è il rivale di Harry Potter.
- Albus Silente, interpretato da Richard Harris: è il potente mago e preside della scuola di magia e stregoneria di Hogwarts. A causa della scomparsa dell'attore nel 2002, da tempo affetto dal linfoma di Hodgkin, a partire dal successivo Harry Potter e il prigioniero di Azkaban (2004), il personaggio è interpretato dall'attore irlandese Michael Gambon.
- Gilderoy Allock, interpretato da Kenneth Branagh: celebre autore di libri nel mondo dei maghi e nuovo professore di Difesa contro le Arti Oscure. Prima di Branagh era stato preso in considerazione per la parte Hugh Grant.[2]
- Rubeus Hagrid, interpretato da Robbie Coltrane: mezzogigante e guardiacaccia di Hogwarts.
- Severus Piton, interpretato da Alan Rickman: insegnante di pozioni.
- Minerva McGranitt, interpretata da Maggie Smith: professoressa di trasfigurazione.
- Lucius Malfoy, interpretato da Jason Isaacs: è il padre di Draco Malfoy.
- Molly Weasley, interpretata da Julie Walters: è la madre di Ron Weasley.
- Arthur Weasley, interpretato da Mark Williams: è il padre di Ron Weasley.
- Ginny Weasley, interpretata da Bonnie Wright: è la sorella di Ron.
- Nick-Quasi-Senza-Testa, interpretato da John Cleese.

## Produzione

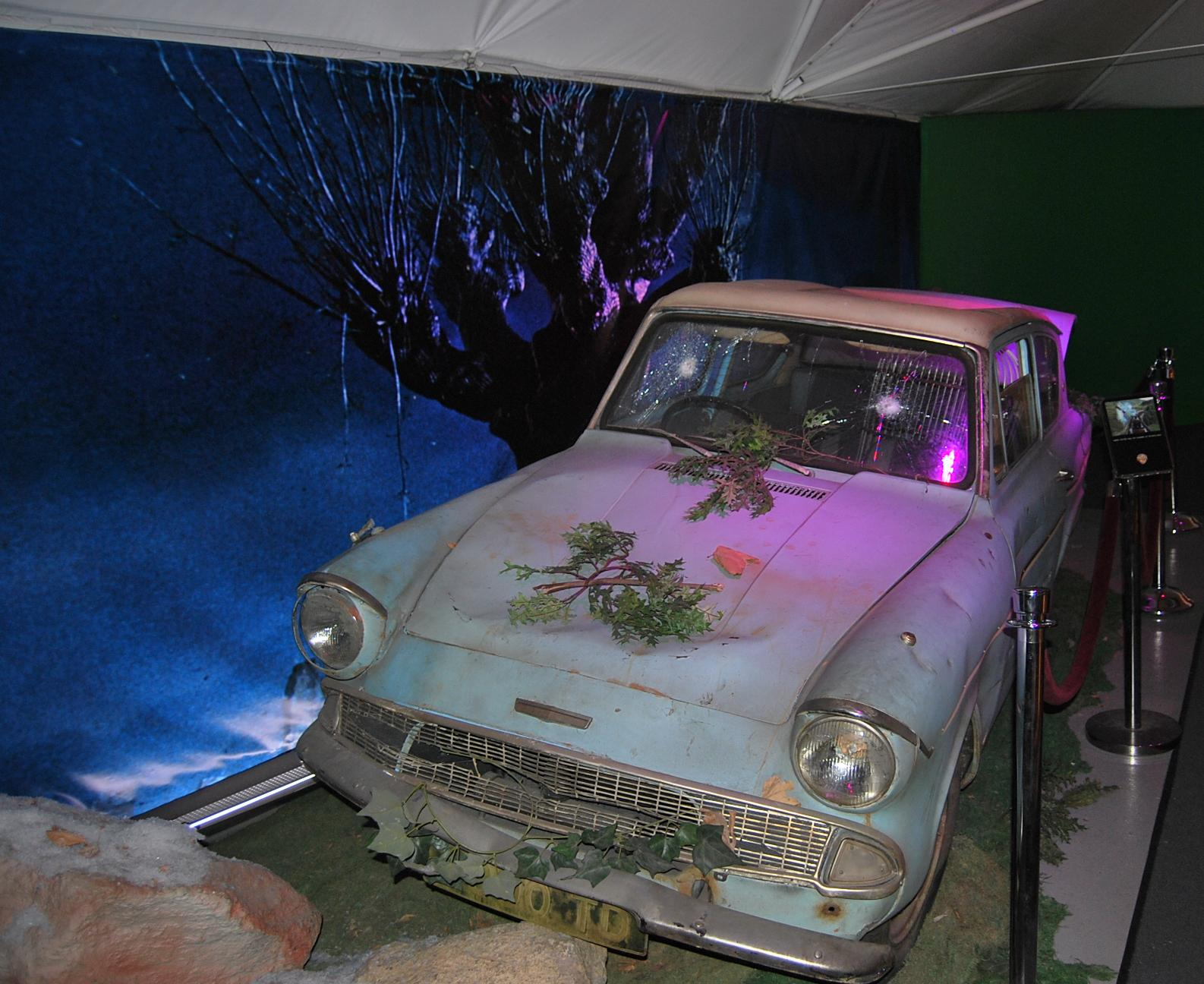
La Ford Anglia 105E utilizzata per le riprese del film

La pre-produzione del film è partita nel luglio 2000, ancora prima che il primo film debuttasse nelle sale. Il budget del film è stato di circa 100000000 $
La regia del film è stata affidata nuovamente a Chris Columbus, dopo il successo del primo capitolo. Per quanto riguarda la sceneggiatura, torna Steve Kloves, sotto la supervisione dell'autrice del romanzo J. K. Rowling.
Le riprese sono iniziate il 19 novembre 2001, esattamente tre giorni dopo l'uscita del primo film nelle sale. Le riprese del secondo film sono terminate il 26 luglio 2002.
La realizzazione degli effetti speciali è stata affidata alle società Cinesite (Europe), l'Industrial Light & Magic di George Lucas e la Mill Film.

### Scene eliminate
Dal montaggio cinematografico del film sono state eliminate scene che ammontano a circa 14 minuti aggiuntivi, poi reinserite nella versione estesa:
- La scena in cui Dobby fa levitare il dolce è più lunga: i Dursley, una volta accorti che la torta si stava dirigendo verso gli ospiti, cercano di distrarli per non far notare nulla.
- A Magie Sinister, Harry si nasconde dentro un armadio nero per non farsi vedere da Lucius e Draco Malfoy appena entrati nel negozio. Inoltre, si può assistere ad un dialogo tra il signor Malfoy e il signor Sinister: Lucius voleva vendere al negozio alcuni oggetti che potrebbero metterlo in imbarazzo davanti al Ministero. La scena era presente nel libro.
- Quando Harry esce da Magie Sinister viene fermato per un attimo dal proprietario del negozio.
- Ron ha difficoltà a guidare la macchina volante.
- Appena arrivati a Hogwarts, prima di tornare in dormitorio Harry raccoglie una lettera appartenente a Gazza. Il ragazzo gliela restituisce. Questa breve scena allude ad una questione affrontata nel libro, ovvero quella dei Maghinò.
- La presentazione di Colin Canon è più lunga.
- Prima di liberare i Folletti della Cornovaglia, Gilderoy Allock distribuisce agli studenti un quiz per verificare se avessero letto i suoi libri. Il punteggio più alto è raggiunto da Hermione. La scena era presente nel libro.
- Durante la partita di Quidditch ci sono più inquadrature di Harry inseguito dal Bolide.
- Durante il Club dei Duellanti, Justin Finch-Fletchley si presenta a Harry.
- Harry è vicino al lago di Hogwarts insieme a Edvige meditando su quanto è accaduto al Club dei Duellanti
- Mentre Harry lascia la biblioteca origlia una conversazione tra alcuni studenti di Tassorosso, in particolare tra Hannah e Ernie. Quest'ultimo dice all'amica di aver suggerito a Justin di rifugiarsi nel dormitorio di Tassorosso in quanto potrebbe essere la prossima vittima di Harry, ritenuto l'Erede di Serpeverde. Ernie suggerisce tra l'altro che probabilmente Voldemort voleva uccidere Harry quando aveva solo un anno per evitare che un altro mago Oscuro gli facesse ombra. La scena era presente nel libro.
- Harry incontra Hagrid sulla scalinata. Quest'ultimo ha un gallo morto in mano e racconta che in quel periodo ne sono stati fatti fuori due.
- Fred e George scherzano con Harry chiamandolo "Erede di Serpeverde". Harry, sconfortato, viene consolato da Hermione, che gli comunica di aver quasi finito di preparare la Pozione Polisucco così da poter chiedere a Malfoy informazioni aggiuntive sulla Camera dei Segreti e dimostrare che è lui l'Erede.
- Harry e Ron nascondono i corpi di Tiger e Goyle e appena vedono per la prima volta la Pozione Polisucco preparata ne rimangono disgustati.
- Mentre tornano nel bagno di Mirtilla dal dormitorio di Serpeverde, incrociano i veri Tiger e Goyle, ancora intontiti per via dell'Incantesimo Soporifero.
- Dopo aver trovato il diario di Tom Riddle, Ron e Harry visitano Hermione in infermeria. Quest'ultimo mostra il diario ai suoi amici e Ron ricorda di aver sentito il nome di Riddle mentre era in punizione ripulendo un trofeo che risaliva a cinquant'anni prima. Hermione suggerisce che quindi era probabile che nel diario fossero contenute le informazioni necessarie a svelare il mistero della Camera dei Segreti, ma Harry smentisce la sua teoria mostrandole che le pagine del diario sono tutte vuote.
- Dopo essere uscito dal diario di Riddle, Harry raggiunge immediatamente Ron nel dormitorio per comunicargli che Hagrid ha aperto la Camera dei Segreti.
- Harry e Ron indossano il Mantello dell'Invisibilità prima di andare da Hagrid.
- Nella Foresta Proibita, prima di raggiungere Aragog, Harry e Ron si imbattono brevemente nella macchina volante.

## Distribuzione

### Date di uscita
Il film è stato distribuito a partire dal 15 novembre 2002 negli Stati Uniti, e dal successivo 6 dicembre in Italia.

### Edizione home video
Il film è stato messo in commercio in DVD e VHS in italiano il 9 aprile 2003, in DVD sono state realizzate le edizioni disco singolo e disco doppio. Nel 2007 è stata distribuita la versione del film ad alta definizione Blu-ray Disc e HD DVD..
Il 17 novembre 2009 è uscito, in contemporanea con il DVD di Harry Potter e il principe mezzosangue, Harry Potter e la Camera dei Segreti Ultimate Edition, con 4 dischi. Nel primo disco vi è la versione cinematografica, nel disco secondo vi è la versione estesa di 174 minuti, nel terzo disco vi sono tutti i contenuti speciali già mostrati nell'edizione home video uscita nel 2003, mentre nel quarto disco vi sono nuovi contenuti speciali, come spot televisivi, i trailer, interviste e molto altro. Per la versione Blu-Ray vi è un altro disco, contenente la copia digitale della versione cinematografica e molto altro.

## Accoglienza

### Incassi
Il film ha incassato 262641637 $ in Nordamerica e 619451675 $ nel resto del mondo, per un totale di 882545232 $; mentre in Italia ha incassato 21466250 €, che ne fa il 48º film col maggiore incasso di sempre. Nonostante l'ottimo incasso, il film non riesce a battere il record di incassi internazionali del primo film.

### Critica
Il film ha ricevuto un'ottima accoglienza dal critico Morando Morandini, che nel suo dizionario dei film assegna alla pellicola ben 4 stelle su 5, parlandone come «un film più gotico, cupo e fosco, che miscela con abilità ammirevole azione, approfondimento dei personaggi, ottimo disegno di quelli nuovi e situazioni paurose di quel genere di paura che i ragazzini adorano». Sul sito Rotten Tomatoes l'82% delle 238 recensioni critiche è positivo, con un voto medio di 7.2/10.
Roger Ebert ha assegnato a La Camera Dei Segreti 4 stelle su 4, elogiando in particolare la scenografia. Entertainment Weekly ha elogiato il film per essere migliore e più oscuro del suo predecessore: "E tra le cose che questo Harry Potter fa davvero molto bene c'è l'approfondimento dell'atmosfera più oscura e spaventosa per il pubblico. Questo è come dovrebbe essere: la storia di Harry dovrebbe diventare più oscura". Richard Roeper ha elogiato la direzione di Columbus e la fedeltà del film al libro, dicendo: "Chris Columbus, il regista, fa un ottimo lavoro nell'essere fedele alla storia ma anche nel portarla in un'era cinematografica". Variety ha detto che il film era eccessivamente lungo, ma lo ha elogiato per essere più oscuro e drammatico, dicendo che la sua fiducia e il suo talento intermittente nel dargli una vita a parte i libri, erano qualcosa che La Pietra Filosofale non ha mai raggiunto. AO Scott del New York Times ha detto: "invece di sentirti agitato potresti sentirti maltrattato e logorato, ma non, alla fine, troppo terribilmente deluso". Peter Travers di Rolling Stone ha condannato il film per essere troppo lungo e troppo fedele al libro: "Ancora una volta, il regista Chris Columbus ha un approccio alla Rowling con il cappello in mano che soffoca la creatività e consente al film di trascinarsi per quasi tre ore». Kenneth Turan del Los Angeles Times ha definito il film un cliché che è "di nuovo un deja vu, è probabile che qualunque cosa tu abbia pensato della prima produzione - pro o contro - probabilmente penserai a questa".

## Riconoscimenti
- 2003 - Premio BAFTA
  - Nomination Miglior film a David Heyman, Chris Columbus e Steve Kloves
  - Nomination Migliore scenografia a Stuart Craig
  - Nomination Miglior sonoro a Randy Thom, Dennis Leonard, John Midgley, Ray Merrin, Graham Daniel e Rick Kline
  - Nomination Migliori effetti speciali a Jim Mitchell, Nick Davis, John Richardson, Bill George e Nick Dudman
- 2003 - Saturn Award
  - Nomination Miglior film fantasy
  - Nomination Migliore regia a Chris Columbus
  - Nomination Miglior attore emergente a Daniel Radcliffe
  - Nomination Migliori costumi a Lindy Hemming
  - Nomination Miglior trucco a Nick Dudman e Amanda Knight
  - Nomination Migliori effetti speciali a Jim Mitchell, Nick Davis, John Richardson, Bill George e Nick Dudman
- 2003 - MTV Movie Award
  - Nomination Miglior performance virtuale (Dobby)
- 2003 - Japan Academy Awards
  - Nomination Miglior film in lingua straniera
- 2003 - BMI Film & TV Award
  - Miglior colonna sonora a John Williams
- 2003 - Critics' Choice Awards
  - Miglior film per famiglie
  - Miglior compositore a John Williams
  - Nomination Miglior performance virtuale (Dobby)
- 2006 - Empire Award
  - Premio Speciale (Per il contributo dato al cinema britannico)
- 2003 - London Critics Circle Film Awards
  - Miglior attore non protagonista dell'anno a Kenneth Branagh
- 2004 - Grammy Award
  - Miglior colonna sonora a John Williams

## Altri media
È stato prodotto da EA Games un omonimo videogioco ispirato alla storia del film e del libro, distribuito il 15 novembre 2002 e disponibile per PC, PS2, PSP, Xbox e Nintendo DS.